# Батищев, Александр Владимирович
Алекса́ндр Влади́мирович Бати́щев (укр. Олександр Володимирович Батіщев; род. 14 сентября 1991, Рубежное, Луганская область) — украинский футболист, полузащитник мозырской «Славии».

## Биография
Воспитанник ДЮСШ «Сталь» (Алчевск). Выпускник луганского Спортинтерната. Становился лучшим игроком юношеских турниров
После завершения обучения заключил контракт с «Зарёй». В дебютном сезоне 2009/10 в дубле «Зари» сыграл 29 матчей, большинство из которых — без замен, стал капитаном молодёжного состава луганчан. В межсезонье привлекался к тренировкам в основном составе, но вскоре отправился в расположение донецкого «Шахтёра», где провёл несколько товарищеских матчей за дубль «горняков». Сезон 2010/2011 провёл в Донецке на правах аренды. С горняками становился победителем молодёжного первенства Украины.
Летом 2011 года вернулся в «Зарю». Начинал сезон в дубле но в конце года сыграл три матча в Премьер-лиге. Дебют состоялся 20 ноября того же года в игре против «Металлиста». Батищев отыграл без замены все 90 минут матча и заработал жёлтую карточку. Со следующего года играл только в дубле.
В 2013 году был отдан в аренду сначала в «Сумы», а затем — в алчевскую «Сталь».
Летом 2014 года стал игроком бобруйской «Белшины».
В январе 2024 года футболист стал игроком мозырской «Славии».

## Достижения
«Ордабасы»
- Обладатель Кубка Казахстана: 2022

«Торпедо-БелАЗ»
- Обладатель Кубка Белоруссии: 2022/23